# Podocoryne sarsi
Podocoryne sarsi är en nässeldjursart som beskrevs av Japetus Steenstrup 1850. Podocoryne sarsi ingår i släktet Podocoryne, och familjen Hydractiniidae. Arten är reproducerande i Sverige.